# Stagnicola contractus
Stagnicola contractus är en snäckart som först beskrevs av Currier 1881.  Stagnicola contractus ingår i släktet Stagnicola och familjen dammsnäckor. Inga underarter finns listade i Catalogue of Life.